# Оркин, Стюарт
Стюарт Оркин (Stuart Holland Orkin; род. 1946) — американский учёный-медик, гематолог. Доктор медицины (1972), заслуженный профессор педиатрии Гарвардского университета, исследователь Медицинского института Говарда Хьюза, член Национальных Академии наук (1991) и Медицинской академии (1992) США, а также Американского философского общества (2017).
Окончил Массачусетский технологический институт (бакалавр наук о жизни, 1967). Степень доктора медицины получил в Гарвардской медицинской школе в 1972 году. В 1973—1975 годах ассоциат-исследователь Службы общественного здравоохранения США. C 1978 года вновь в Гарвардской медицинской школе, первоначально ассистент-профессор, с 1986 года именной профессор (Leland Fikes Professor), с 2000 года именной профессор (David G. Nathan Professor) педиатрии Dana–Farber Cancer Institute (ныне также заслуженный), где также заведовал кафедрой педиатрической онкологии. Член Американской академии искусств и наук (1993) и AAAS (2011), иностранный член EMBO (2002).
Автор более 450 рецензированных публикаций.

## Награды и отличия
- AFCR Award (1984)
- William Dameshek Prize Recipients, American Society of Hematology[англ.] (1986)
- E. Mead Johnson Award[англ.], Society for Pediatric Research (1987)
- Harvey Lecture[нем.] (1987/88)
- Warren Alpert Foundation Prize[англ.] (1993)
- Helmut Horten Research Award (1995)
- E. Donnell Thomas Prize, American Society of Hematology[англ.] (1998)
- Distinguished Research Award, AAMC (2005)
- Chair of the Grants Review Panel of the State of California Stem Cell Institute (2005—2008)
- «Легенда гематологии», American Society of Hematology (2008)
- Basic Science Mentor Award, American Society of Hematology (2009)
- Donald Metcalf Award, International Society of Experimental Hematology[англ.] (2012)
- Медаль Джесси Стивенсон-Коваленко НАН США (2013)
- William Allan Award[англ.], Американское общество генетики человека (2014), высшая награда этой организации
- Lifetime Impact Award, Boston Children’s Hospital[англ.] (2015)[9]
- Karl Landsteiner Memorial Award[англ.], American Association of Blood Banks (2016)
- Maclyn McCarty Memorial Lecture, Рокфеллеровский университет (2017)
- Clotten Foundation Prize (2017)
- George M. Kober Medal[нем.], Association of American Physicians (2018)
- Nemmers-Preis für Medizin[нем.], Северо-Западный университет (2018)[10][11]
- ASIP Outstanding Investigator Award (2018)
- Международная премия короля Фейсала (2020)
- Harrington Prize for Innovation in Medicine[нем.] (2020)
- Премия Грубера по генетике (2021)